# Encyclia spatella
Encyclia spatella är en orkidéart som först beskrevs av Heinrich Gustav Reichenbach, och fick sitt nu gällande namn av Rudolf Schlechter. Encyclia spatella ingår i släktet Encyclia och familjen orkidéer. Inga underarter finns listade i Catalogue of Life.